# Dil Na'od
Dil Na'od fue el último negus del Reino de Axum antes del establecimiento de la dinastía Zagwe. Vivió en el siglo IX o siglo X y era el hijo menor de Ged'a Jan (también conocido como Degna Djan). Sucedió a su hermano mayor, 'Anbasa Wedem, en el trono. Según E. A. Wallis Budge, "El reinado de Delna'ad fue corto, quizás unos diez años". Sin embargo, James Bruce de Kinnaird relata otra tradición según la cual Dil Na'od era solo un niño cuando la reina Gudit masacró a los príncipes axumitas en Debre Damo, lo que obligó a algunos nobles a evacuar al joven rey para salvar su vida.
Durante su reinado, se registra que Dil Na'od hizo campañas en las tierras altas del sur de Axum y promovió actividades misioneras en la región. Con la ayuda de Abuna Salama I, se le atribuye la construcción de la iglesia de Debre Igziabher, situada con vistas al lago Hayq.
Según la tradición, Dil Na'od fue derrotado por Mara Takla Haymanot, un príncipe de la provincia de Lasta, quien se casó con la hija de Dil Na'od, Masaba Warq, consolidando así la transición de poder a la dinastía Zagwe. Se cuenta que uno de los hijos de Dil Na'od fue llevado a la región de Amhara (posiblemente a Ambassel, cerca del lago Hayq), donde fue protegido hasta que sus descendientes lograron derrocar a la dinastía Zagwe y restablecer la dinastía salomónica.
A Dil Na'od se le atribuye la construcción de las estructuras originales de la iglesia de Debre Egzi'abhēr y el establecimiento del monasterio de Istifanos en el lago Hayq, lo cual refuerza su legado religioso y cultural en la historia etíope.